# Anhimella
Anhimella là một chi bướm đêm thuộc họ Noctuidae.

## Các loài
- Anhimella contrahens (Walker, 1860)
- Anhimella pacifica McDunnough, 1943
- Anhimella perbrunnea (Grote, 1879)